# Pseudolarix amabilis
Pseudolarix és un gènere monotípic de coníferes de la família Pinaceae. La seva única espècie, Pseudolarix amabilis, és similar morfològicament a un làrix de color daurat però està més relacionat amb els gèneres Keteleeria, Abies i Cedrus. És una espècie nativa de l'est de la Xina i es presenta en petites zones de muntanyes del sud d'Anhui, Zhejiang, Fujian, Jiangxi, Hunan, Hubei i est de Sichuan, a altituds d'entre 100-1500 m. De vegades se'l coneix sota el nom científic de Pseudolarix kaempferi, però això pot causar confusió amb Larix kaempferi, el làrix japonès.

## Descripció

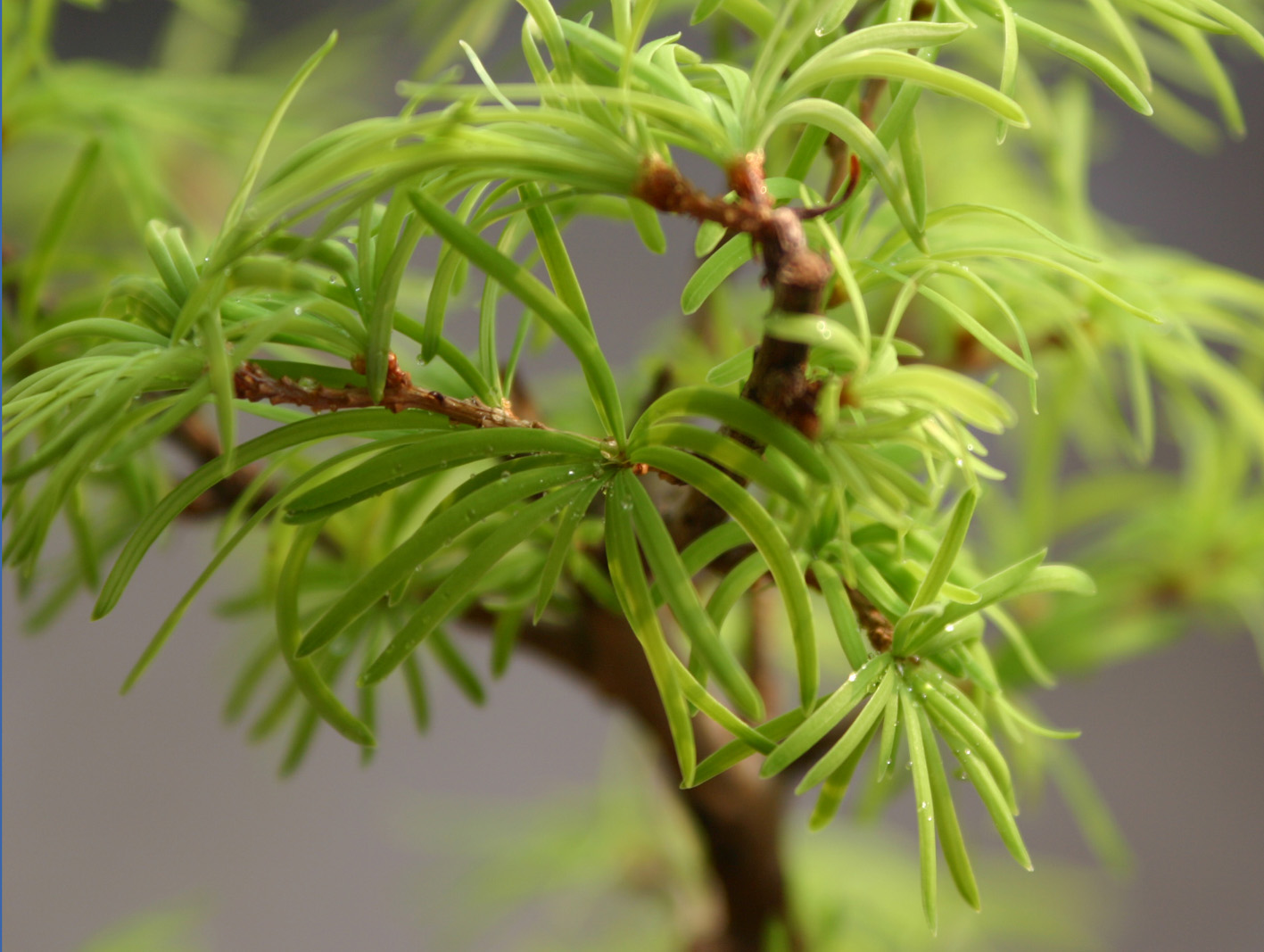
Fulles vistes de prop

És un arbre caducifoli que fa de 30-40 m d'alt, amb la capçadacònica. Els brots presenten dimorfisme. Les fulles són de color verd brillant de 3-6 cm de llarg i de 2-3 mm d'ample; es tornen groc brillant abans de caure a la tardor.
Les pinyes semblen petites carxofes de 4-7 cm de llarg i de 4-6 cm d'ample, deixen anar llavors alades.
Resulta un arbre ornamental plantat en parcs i jardins. A Itàlia s'utilitza molt en jardineria.

## Ús medicinal

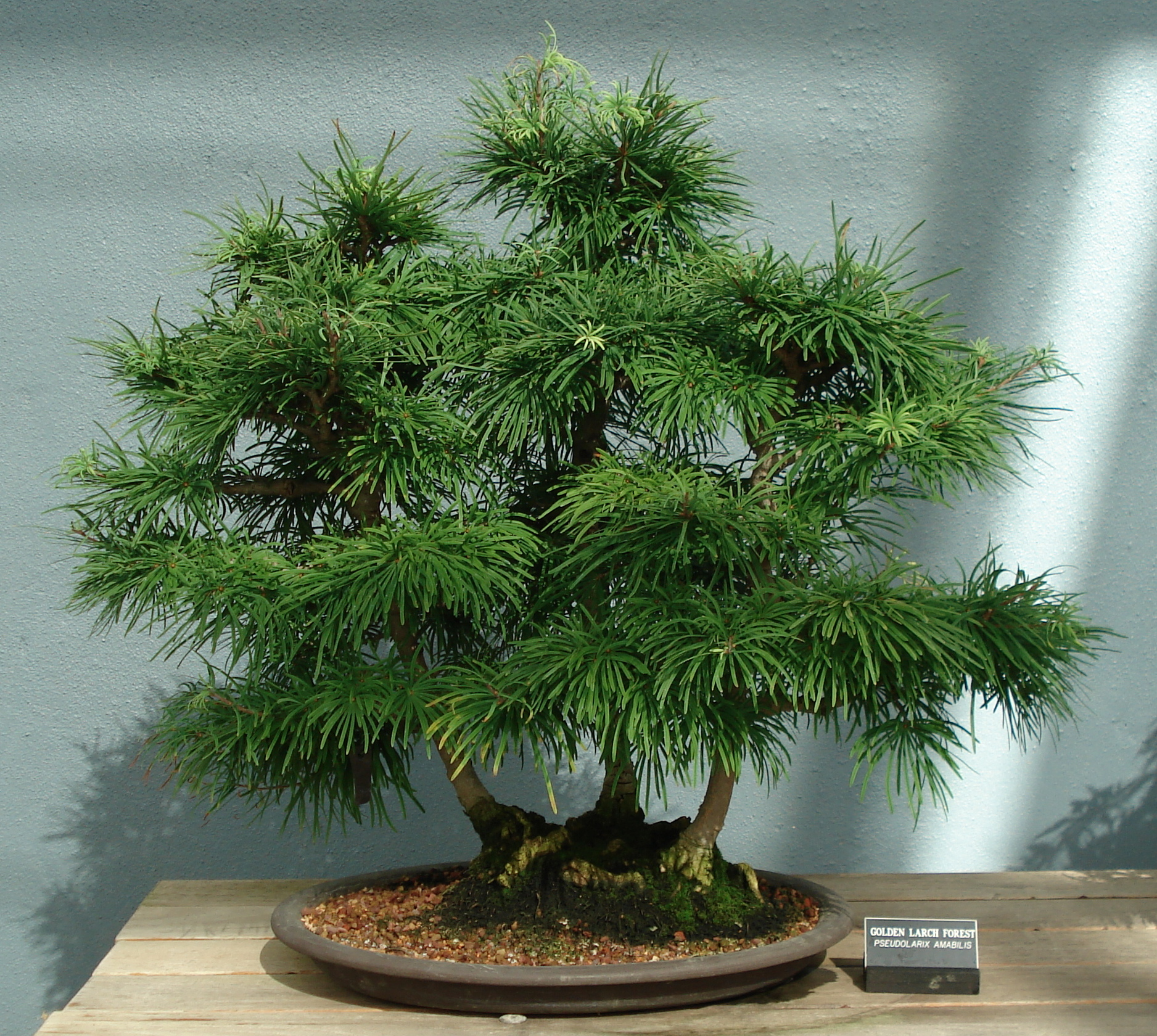
Bonsai

El pseudolarix és una de les 50 plantes medicinals bàsiques de la fitoteràpia xinesa on s'anomena jīn qián sōng ((xinès)).

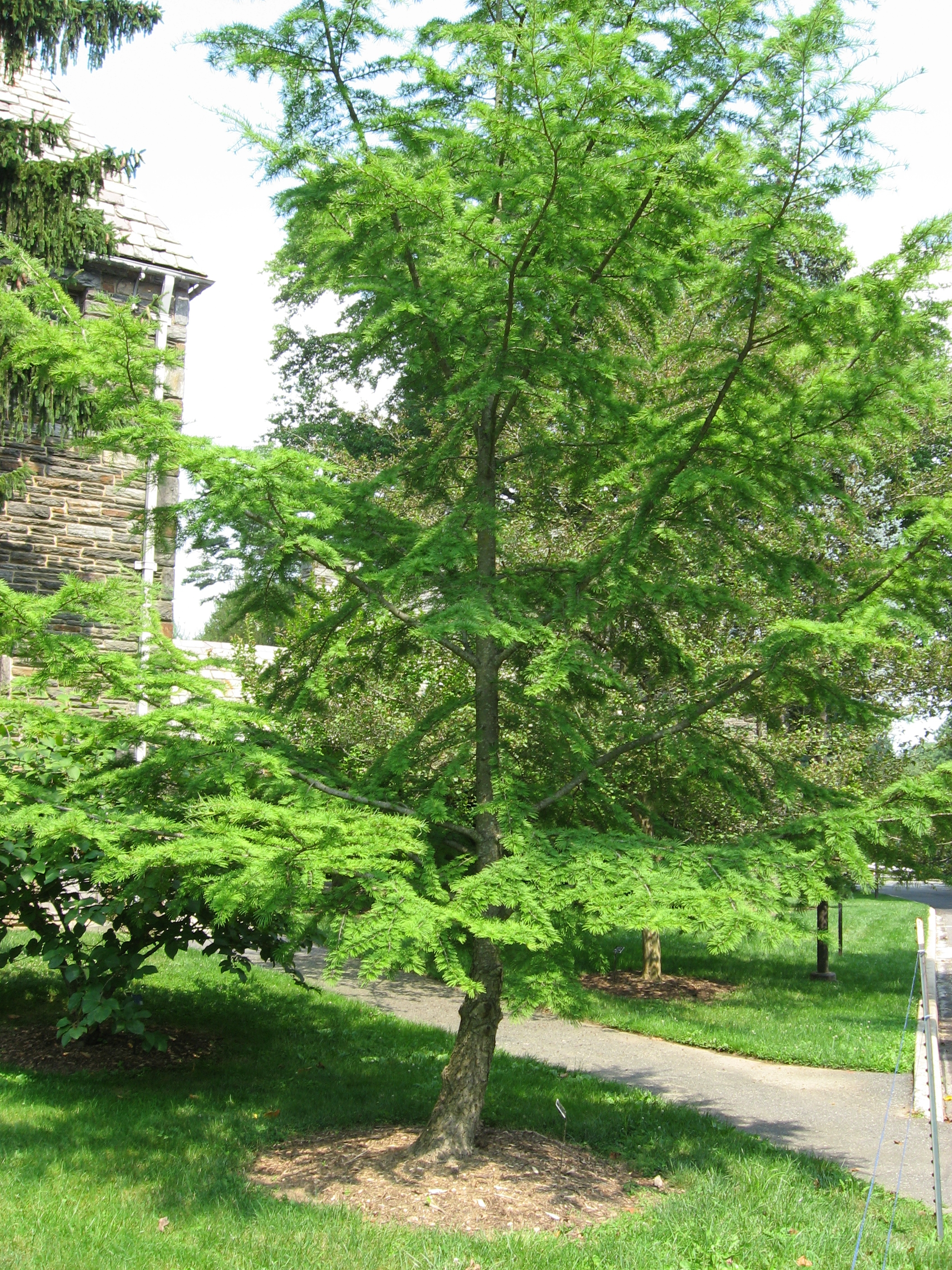
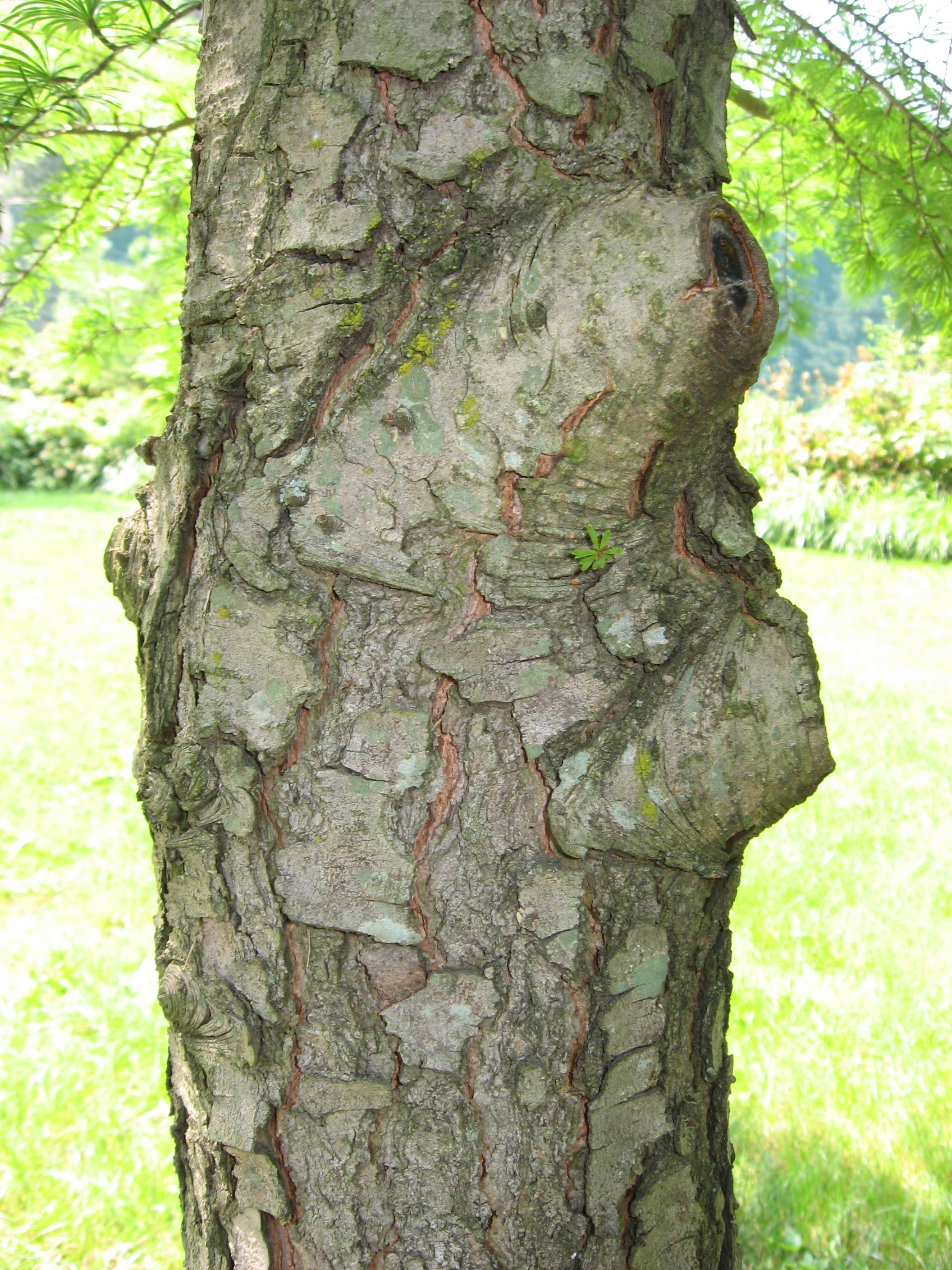
Escorça.